# Tommy Kramer
Thomas Francis Kramer, detto Tommy (San Antonio, 7 marzo 1955), è un ex giocatore di football americano statunitense che ha giocato nel ruolo di quarterback per i Minnesota Vikings ed i New Orleans Saints della National Football League (NFL). Scelto al 1º giro come 27º assoluto al Draft NFL 1977 dai Vikings, aveva in precedenza giocato a football presso la Rice University. Per la sua propensione ad eseguire rimonte allo scadere del tempo regolamentare fu soprannominato "Two-Minute Tommy".

## Carriera universitaria

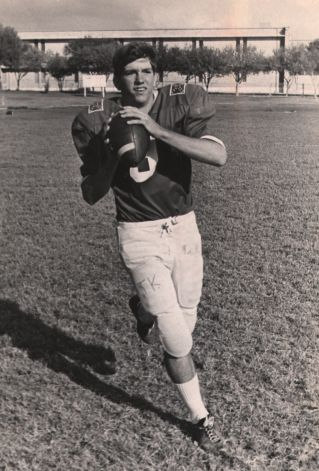
Kramer ai tempi della Robert E. Lee High School.

Dopo aver frequentato la Robert E. Lee High School a San Antonio in Texas, dove fu nel 1971 e nel 1972 All-State, decise di optare per la borsa di studio offertagli dalla Rice University dove giocò per 4 anni (dal 1973 al 1976) ed in ognuno di essi guidò in passaggi gli Owls mettendo a referto statistiche che sarebbero state superate solo più di 30 anni dopo da Chase Clement.
Kramer debuttò con la maglia di Rice nel 1973 contro i futuri campioni NCAA dei Notre Dame Fighting Irish, e terminò quarto nella Southwestern Conference (SWC) con 705 yard passate, limitato da alcuni infortuni che lo costrinsero a saltare alcune partite. L'anno seguente fu titolare già a partire dalla prima partita della stagione e mise a referto altre 847 yard passate e 6 touchdown mentre nel 1975 guidò la SWC in passaggi e total offense. Egli lanciò per 1328 yard, 8 touchdown e 16 intercetti, ma solo 9 di essi arrivarono nelle ultime 2 gare quando fu pesantemente limitato da un infortunio ad un dito della mano con cui lanciava.
Il 1976 fu l'anno della sua consacrazione, oltre che l'ultimo a Rice: fu il miglior quarterback a livello collegiale degli Stati Uniti in passaggi (3.317) e total offense (3.272), numeri che in quel momento rappresentarono il secondo miglior risultato di tutti i tempi in NCAA. Leader dei "Rice Air Corps", come venivano soprannominati i membri dell'innovativo "Triple Pocket" offense elaborato da Homer Rice che faceva del gioco sui passaggi il cardine della manovra, Kramer fu il primo giocatore della Southwest Conference a raggiungere e superare quota 3.000 in total offense e fissò i nuovi record di conference relativi ad una singola stagione in tentativi di passaggio (501), passaggi completi (269) e passaggi da touchdown (21). A dispetto del record negativo di Rice (3-8) fu assieme a John Elway uno dei due quarterback ad essere eletti All-American facendo parte di una squadra con una percentuale di vittoria inferiore ai 500 punti, ed arrivò quinto nella corsa al prestigioso Heisman Trophy. A fine anno fu convocato per giocare in due all-star game collegiali, il Blue-Gray Game ed il Senior Bowl di cui venne eletto MVP. Nel 2012, per quanto fatto con la maglia di Rice, fu inserito nella College Football Hall of Fame.

### Vittorie e premi

#### Individuale
- Senior Bowl MVP: 1

1976
- Sammy Baugh Trophy: 1

1976
- First Team All-American: 1

1976
- Convocazioni al Senior Bowl: 1

1976
- Giocatore dell'anno della Southwestern Conference: 1

1976

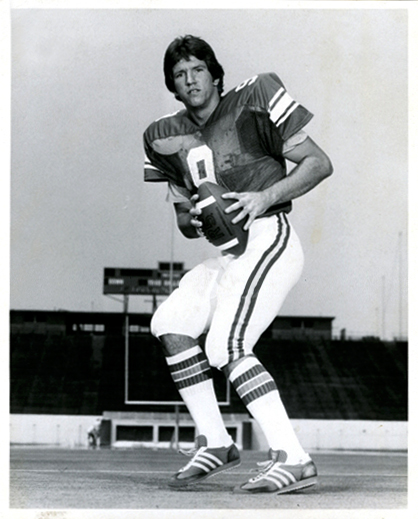
Kramer ai tempi della Rice University.

- Convocazioni al Blue–Gray Football Classic: 1

1976
- George Martin Award - Rice Owls MVP: 1

1976
- College Football Hall of Fame (Classe del 2012)
- Rice Athletic Hall of Fame (Classe del 1984)
- Texas Sports Hall of Fame (Classe del 2004)

## Carriera professionistica

### Minnesota Vikings
Nel 1977 Kramer fu selezionato nel 1º giro come 27º assoluto al Draft NFL 1977 dai Minnesota Vikings, primo di tre soli quarterback ad essere selezionati dalla franchigia al primo giro nella storia del Draft, ma dovette aspettare due anni per diventare quarterback titolare della franchigia in quanto aveva ancora davanti a sé il grande Fran Tarkenton, di cui era erede designato. Ciò nonostante, già nel 1978 era stato invocato come titolare dai tifosi che si erano spinti a fischiare il veterano Tarkenton dopo alcune partite deludenti, memori di quella che la Pro Football Hall of Fame nel 2003 inserì tra le più grandi rimonte nella storia del football. I Vikings ospitavano al Metropolitan Stadium di Bloomfield i San Francisco 49ers ed apprestandosi ad entrare nel 4º quarto erano sotto 24-7. A quel punto Bud Grant richiamò in panchina Bob Lee e gettò nella mischia il rookie Kramer il quale rispose con ben 3 passaggi da touchdown incluso quello della vittoria arrivato su passaggio da 69 yard per il wide receiver Sammy White a 1'38" dal termine dell'incontro.
Ancora più incredibile e destinato a rimanere scolpito nella memoria dei tifosi dei Vikings fu il suo Hail Mary pass lanciato allo scadere del tempo della gara tra Cleveland e Minnesota del 1980, che assegnò il titolo della NFC Central division alla squadra allenata da Grant. All'inizio del 4º quarto i Vikings erano ancora una volta pesantemente sotto (23-9) e si andava profilando una seconda stagione consecutiva senza playoff, quando il cornerback Bobby Bryant intercettò un lancio di Brian Sipe e Kramer diede il la ad una rimonta delle sue guidando i suoi, con 2 touchdown negli ultimi minuti, sino al 22-23 che teneva ancora avanti i Browns i quali però, fallendo l'ultimo drive, furono costretti a dover lanciare un punt che tenne Minnesota sulla linea delle proprie 20 yard con solo 14 secondi di tempo utili per un ultimo disperato assalto. A quel punto Kramer, prima lanciò un passaggio per il proprio tight end Joe Senser, il quale con un passaggio laterale a sua volta lanciò il running back Teddy Brown fino alla linea delle 46 yard di Cleveland, ed infine a tempo scaduto lanciò il lancio disperato per antonomasia che venne miracolosamente ricevuto in touchdown dal wide receiver Ahmad Rashād che mandò lo stadio in visibilio.
Le annate seguenti furono per Kramer segnate da infortuni che lo tennero spesso e volentieri fuori dal campo, tanto che dal 1981 al 1985 disputò sole 50 partite di stagione regolare. Il 1986 fu senza dubbio il suo anno migliore nel quale arrivò a guidare la lega in passer rating finendo davanti a mostri sacri come Dan Marino, Joe Montana o John Elway, vincendo l'NFL Comeback Player of the Year Award (ex aequo proprio con Montana) e venendo eletto nel Second Team All-Pro per il Pro Bowl in cui fu quarterback titolare per l'NFC. Quell'anno guidando i Vikings con 490 yard nella partita persa 44-38 contro i Washington Redskins divenne il primo quarterback nella storia della NFL a lanciare due volte in carriera per più di 450 yard. La prima fu nella gara contro Cleveland del 1980. Nel 1987 ricominciarono i problemi: un infortunio al collo durante la pre-stagione lo tenne fuori fino a metà stagione regolare quando, tornato titolare, la squadra inanellò 4 vittorie di fila come non succedeva dal 1981. In totale prese parte a sole 6 gare, nessuna delle quali riuscì a portare a termine, e nella post-season fu sostituito dalla riserva Wade Wilson che guidò i Vikings sino all'NFC Championship Game perso coi Washington Redskins futuri vincitori del Super Bowl XXII.
Kramer chiuse la sua carriera in Minnesota con 110 partite giocate e 2.011 passaggi completati su 3.648 per 159 touchdown e 24.775 yard che ne fanno il secondo miglior quarterback nella storia della franchigia dietro Tarkenton. Svincolato dai Vikings al termine della stagione 1989, Kramer si accasò ai New Orleans Saints con i quali disputò una sola partita (ironicamente proprio contro i Vikings) prima di ritirarsi dal football giocato nel 1990.

## Record

### Record dei Vikings
- Maggior numero di passaggi completi in una partita: 38 (x2: 14 dicembre 1980, 29 novembre 1981)
- Maggior numero di passaggi completi consecutivi: 16 (11 novembre 1979)
- Maggior numero di yard passate in una singola partita: 490 (2 novembre 1986)
- Maggior numero di stagioni con 3.000+ yard passate: 5 (1979, 1980, 1981, 1985, 1986)
- Maggior numero di partite con 300+ yard passate: 19 (condiviso)

## Palmarès

### Individuale
- NFL Comeback Player of the Year Award: 1 (ex aequo con Joe Montana)

1986
- Convocazioni al Pro Bowl: 1

1986
- Second-Team All-Pro: 1

1986
- Giocatore offensivo della NFC della settimana: 1

4ª settimana della stagione 1986
- PFWA All-Rookie Team - 1977
- I 50 più grandi Vikings

## Statistiche
| Statistiche in carriera | Statistiche in carriera | Statistiche in carriera | Passaggi | Passaggi | Passaggi | Passaggi | Passaggi | Passaggi | Passaggi | Passaggi | Passaggi | Passaggi | Corsa | Corsa | Corsa | Corsa |
| Anno                    | Squadra                 | P                       | Com      | Ten      | %        | Yard     | Med      | TD       | Int      | Sck      | SckY     | Rat      | Ten   | Yard  | Med   | TD    |
| ----------------------- | ----------------------- | ----------------------- | -------- | -------- | -------- | -------- | -------- | -------- | -------- | -------- | -------- | -------- | ----- | ----- | ----- | ----- |
| 1977                    | Minnesota Vikings       | 6                       | 30       | 57       | 52,6     | 425      | 7,5      | 5        | 4        | 6        | 45       | 77,0     | 10    | 3     | 0,3   | 0     |
| 1978                    | Minnesota Vikings       | 4                       | 5        | 16       | 31,3     | 50       | 3,1      | 0        | 1        | 1        | 11       | 15,1     | 1     | 10    | 10    | 0     |
| 1979                    | Minnesota Vikings       | 16                      | 315      | 566      | 55,7     | 3.397    | 6,0      | 23       | 24       | 36       | 249      | 69,3     | 32    | 138   | 4,3   | 1     |
| 1980                    | Minnesota Vikings       | 15                      | 299      | 522      | 57,3     | 3.582    | 6,9      | 19       | 23       | 37       | 214      | 72,2     | 31    | 115   | 3,7   | 1     |
| 1981                    | Minnesota Vikings       | 14                      | 322      | 593      | 54,3     | 3.912    | 6,6      | 26       | 24       | 19       | 149      | 72,6     | 10    | 13    | 1,3   | 0     |
| 1982                    | Minnesota Vikings       | 9                       | 176      | 308      | 57,1     | 2.037    | 6,6      | 15       | 12       | 21       | 130      | 77,3     | 21    | 77    | 3,7   | 3     |
| 1983                    | Minnesota Vikings       | 3                       | 55       | 82       | 67,1     | 550      | 6,7      | 3        | 4        | 3        | 27       | 77,8     | 8     | 3     | 0,4   | 0     |
| 1984                    | Minnesota Vikings       | 9                       | 124      | 236      | 52,5     | 1.678    | 7,1      | 9        | 10       | 24       | 145      | 70,6     | 15    | 9     | 0,6   | 0     |
| 1985                    | Minnesota Vikings       | 15                      | 277      | 506      | 54,7     | 3.522    | 7,0      | 19       | 26       | 36       | 255      | 67,8     | 27    | 54    | 2,0   | 0     |
| 1986                    | Minnesota Vikings       | 13                      | 208      | 372      | 55,9     | 3000     | 8,1      | 24       | 10       | 31       | 178      | 92,6     | 23    | 48    | 2,1   | 1     |
| 1987                    | Minnesota Vikings       | 6                       | 40       | 81       | 49,4     | 452      | 5,6      | 4        | 3        | 7        | 35       | 67,5     | 10    | 44    | 4,4   | 2     |
| 1988                    | Minnesota Vikings       | 10                      | 83       | 173      | 48,0     | 1.264    | 7,3      | 5        | 9        | 11       | 62       | 60,5     | 14    | 8     | 0,6   | 0     |
| 1989                    | Minnesota Vikings       | 8                       | 77       | 136      | 56,6     | 906      | 6,7      | 7        | 7        | 12       | 75       | 72,7     | 12    | 9     | 0,8   | 0     |
| 1990                    | New Orleans Saints      | 1                       | 1        | 3        | 33,3     | 2        | 0,7      | 0        | 1        | 2        | 11       | 2,8      | --    | --    | --    | --    |
| Totale                  |                         | 129                     | 2.012    | 3.651    | 55,1     | 24.777   | 6,8      | 159      | 158      | 249      | 1.586    | 72,8     | 214   | 531   | 2,5   | 8     |

Fonte: NFL.com